# Variichthys lacustris
Variichthys lacustris és una espècie de peix pertanyent a la família dels terapòntids.

## Descripció
- Pot arribar a fer 17 cm de llargària màxima (normalment, en fa 10).
- 13 espines i 10-11 radis tous a l'aleta dorsal i 3 espines i 8-9 radis tous a l'anal.[5][6][7]

## Depredadors
És depredat per Pelecanus conspicillatus.

## Hàbitat
És un peix d'aigua dolça, demersal i de clima tropical (6°S-10°S).

## Distribució geogràfica
Es troba a Oceania: Papua Nova Guinea.

## Observacions
És inofensiu per als humans.